# 블레이징 틴스
블레이징 틴스(영어: Blazing Teens, 중국어: 火力少年王)는 중국·일본 합작 특촬물로서 중국에서 제작된 요요관련의 특촬물이다. 대한민국에서 가장 먼저 수입된 중국 특촬물이며 제작사로는 광동알파애니메이션앤컬처 유한공사가 된다. 특이한 점으론 한국판을 포함해서 해외판은 작중의 등장인물이 대부분을 동양인이 차지함에도 이름이 영어식으로 되어있다. 2기는 대한민국에서 정식 방송국 재능TV 종료한다. 

## 작중의 줄거리와 특징
블레이징 틴스는 요요를 줄거리로 삼기에 요요를 중심으로 다루며 주인공이 적들이란 경쟁자들로무터 요요에서 경쟁자와 승리하는 내용을 줄거리로 다루고있다. 1기:40화,2기:26화,3기(만화판):40화,4기(만화판):26화로 구성되어 있다. 3기부턴 만화판만 나오며 이후의 4기와 5기와 6기도 있고 6기외전도 있지만 모두 만화판으로 방영되었다.

## 등장인물
각 시즌에 따라 등장인물이 다르다.

### 블레이징 틴스의 1기 등장인물
- .레온:1기와 2기에서 주인공이다.

- .마크

- .미니

- .마르코

- .린다

- .잭키

- .고든

- .마이클

### 블레이징 틴스의 2기 등장인물
전작과 같이 주인공은 레온으로 이어지는 작화이다. 이화는 국내에서 방영되지않았다. 전작과 같이 주인공이 레온인거는 동일하나 레온은 고등학생으로 성장한 상태로 나온다.
- .레온:역시 1기와 같이 2기에서도 주인공이다.

- .티모시

- .미니

- .마르코

- .피오나

- .리사

- .시몬

- .로손

### 3기&4기의 등장인물
여기서부턴 블레이징 틴스는 만화판으로 나오며 전작들의 주인공인 레온이 등장인물으로 나오는 건 전작들과 같다. 전작으로부터 몇년뒤에 벌어지는 일이고 전작과는 애니판으로만 있다는것부터 차이를 보인다.
- .레온:전작에 이어서 나오는 인물이다.

- .잭키:이작품에서 주장의 역할을 담당한다.

- .켄:이작품에서 부주장의 역할을 맡는다.

- .제리

- .리암:본작의 주인공이 된다.

- .릴리

- .샌디

- .레이

- .닉

- .짐

- .샤를

- .어니언

- .딜런 프랑크프루트

- .마츠모토 타카시

- .스티븐

- .션

- .앤디

- .야마모토 타로

### 5기의 등장인물
전작들과 다른 등장인물들로 구성되어 있으며 2014년에 재능방송과 대교어린이TV에서 가장 먼저 방영하였다.

### 6기의 등장인물
부제는 최후의 마스터이고 역시 등장인물들에서 변화를 보이며 캐나다와 공동합작을 하였기에 화면의 질이 훨씬 향상됐다. 국내에서는 투니버스에서도 방영하며 방송사에서 만화에 관련된 행사도 열려서 큰 화제를 모았으나 잠잠해졌다.

•.파커                                 
•.루나                                   
•.로이                              
•.티치
•.카이
•.마스터
•.야오롱
•.비키
•.벨로크(샤오박사)
•.스카
•.그렉      
•.제인 
•.오토

### 6기 외전의 등장인물
시즌2 이후에 오랜만으로 실사 연속극이 제작되었다. 등장인물의 변화도 있다.

## 블레이징 틴스의 요요들
블레이징 틴스는 요요를 주로 다루는 특촬물이자 만화인 작품이기에 나오는 요요도 설명한다. 블레이징 틴스에서 나오는 요요들은 다음과 같다.

### 블레이징 틴스 1기와 2기의 요요들
여기서는 블레이징 틴스의 1기와 2기에서 나오는 요요에 관해 나열한다.
- .플라스틱

- .파이어 워리어(화력전사)

- .파이어 워리어 S(화력전사 S)

- .쇼크 웨이브(충격파)

- .이블도어

- .팬텀 휠(환강륜)

- .폴라울프

- .래틀스테이크(향미사)

- .보텍스

- .아이스 스톰(빙열)

- .스카이 로켓

- .플레이밍 드래곤(열화용구)

- .매직 휠(마천륜)

- .와일드 몬스터

- .파이어 라이트 웨이브

- .벨로시티(초광속)

- .스톰이글(폭풍전웅)

- .드래곤 스피릿

- .피닉스 스피릿

- .슈퍼 드래곤

- .소닉 드래곤

- .뉴클리어 피션(핵자열변)

- .풀메탈

- .스피드 이블:블루

- .스피드 이블:레드

- .파이어 썬더

### 블레이징 틴스 3기 이후의 요요들
여기서는 블레이징 틴스의 3기이후에서 나오는 요요들을 나열한다. 
- .썬더(라이트닝)

- .썬더A(라이트닝A)

- .썬더B(라이트닝B)

- .플레이밍 휠

- .네메시스

- .소닉스톰

- .플래싱 블레이드

- .아웃랜더

- .미라지

- .바이폴라A,바이폴라B,바이폴라C

- .윈드 브레이커(썬더 자이언트)

- .드래곤 슬레이어

- .데저트 이글

- .다투라

- .썬더S(라이트닝S)

- .제이드 유니콘

- .센타우르스

- .론 울프

- .에벌랜치{설린봉}

- .포톤{광자정령(포톤 스피릿)}

- .넵튠

- .매직 버터플라이(다크문)

- .아이스 스피릿{빙백:氷魄(아이스 아쿠아리우스)}

- .루미노우스{광명사자(라이트 브링거)}

- .파이어폭스

- .소드맨

- .슈퍼 포톤{초광자정령(슈퍼 포톤 스피릿)}

- .포톤S{광자정령S(포톤 스피릿S)